# 前485年
| 千纪： | 前1千纪 |
| 世纪： | 前6世纪 \| 前5世纪 \| 前4世纪 |
| 年代： | 前510年代 \| 前500年代 \| 前490年代 \| 前480年代 \| 前470年代 \| 前460年代 \| 前450年代 |
| 年份： | 前490年 \| 前489年 \| 前488年 \| 前487年 \| 前486年 \| 前485年 \| 前484年 \| 前483年 \| 前482年 \| 前481年 \| 前480年                                                                        |
| 纪年： | 周敬王三十五年 魯哀公十年 齊悼公四年 晉定公二十七年 秦悼公六年 楚惠王四年 宋景公三十二年 卫出公八年 陳湣公十七年 蔡成侯六年 郑声公十六年 燕孝公八年 吴王夫差十一年 越王勾践十二年 杞湣公二年 |

## 大事記
- 吳舟師攻齊之戰。
- 吳、魯、邾、郯攻齊之戰。
- 田常唆使鮑息弒殺齊悼公，立其子公子壬為國君，是為齊簡公。

## 逝世
- 大流士一世，波斯国王
- 齊悼公，齊景公之子。
- 亓官氏，孔子夫人。